# Жорно

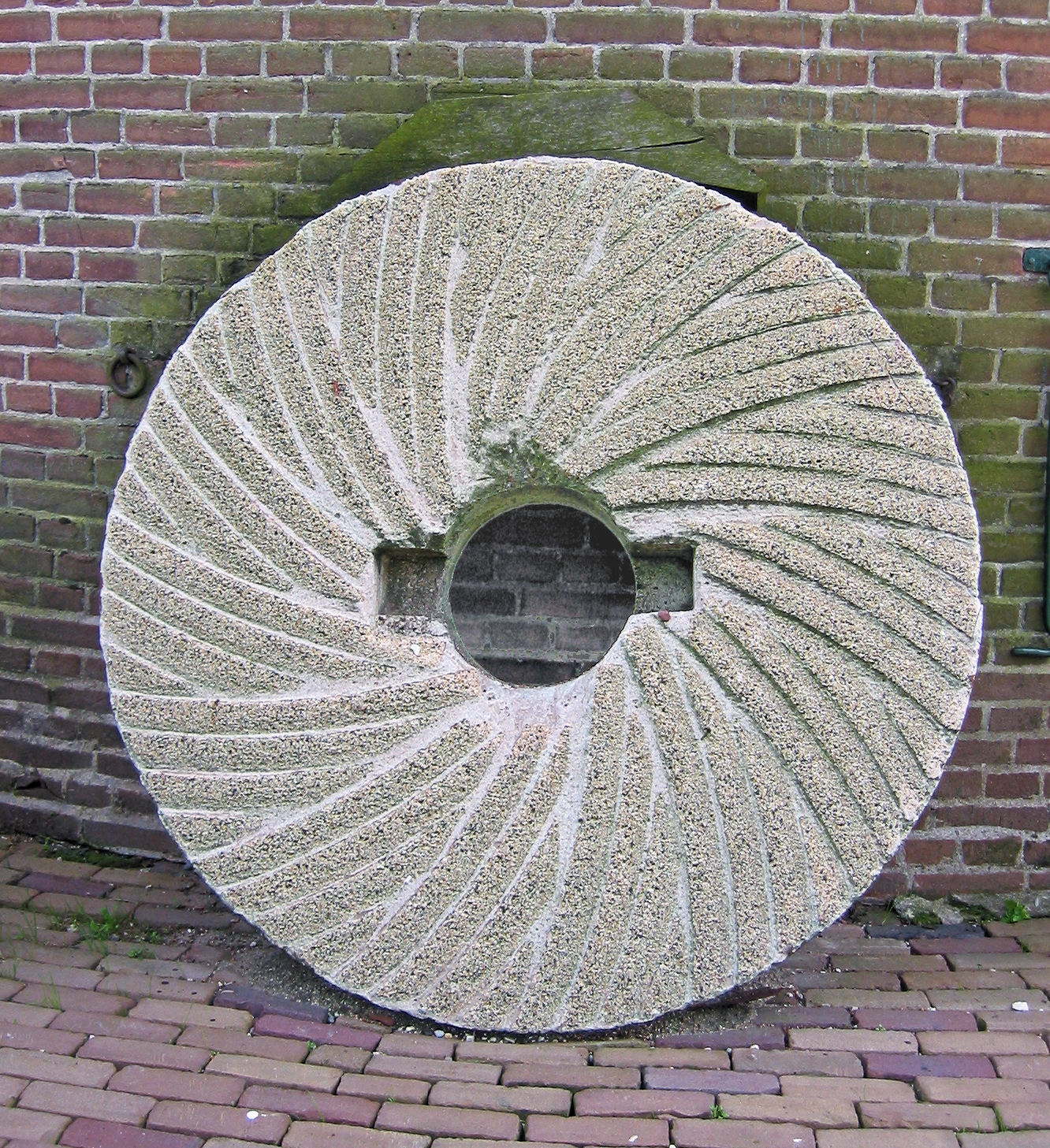
Верхнє жорно з виїмкою для порплиці й карбуванням

Жо́рно, млино́вий камінь — плескуватий круглий камінь, призначений для лущення і розмелювання зерна та інших твердих предметів. Є головним елементом ручних жорен, ручних, вітряних, водяних і механізованих млинів. Нижнє нерухоме жорно називається спідником (спідняком), верхнє рухоме — верхняком, бігуном. У сучасному борошномельному виробництві жорна витіснені продуктивнішими вальцевими верстатами.

## Етимологія
Слово жорно походить від прасл. *žъr̥ny, род. відм.*žъr̥nъve, що виводиться від пра-і.є. *gu̯er- — «важкий», «тяжкий».

## Будова

Схема млинового посаду:
1. Кіш
2. Жолоб («коритце»)
3. Мотузок регулятора надходження зерна
4. Рукав жолоба
5. Гранована частина верхнього веретена
6. Прогорниця
7. Рухоме жорно
8. Нерухоме жорно
9. Шайба-порплиця
10. Каганець
11. Нижнє веретено
12. Опори жорен
13. Дерев'яна балка
14. Обичайка

Нижнє жорно зазвичай закріплене нерухомо, верхнє обертається на осі («веретені»). У центрі верхнього жорна є отвір (прого́рниця, діал. дуча́йка), у який з коша подається зерно; на нижній поверхні встановлюється металева, первісно дерев'яна деталь (порпли́ця, рідше поркли́ця), призначена для з'єднання жорна з веретеном. В отвір нижнього жорна вставлена втулка (ва́ржіль, вардзель), через яку проходить нижнє веретено, вільно обертаючись у ній. Привод жорна може розташовуватися по-різному: на деяких веретено проходить до верхнього жорна знизу через нижнє (нижньоприводне жорно); на інших типах млинів привод розташований зверху, нижнє ж веретено грає роль вальниці (верхньоприводне жорно). Підвищення в млині, де розташовувалися жорна, називалося подо́к (під, на водяному млині обру́б), і воно обносилося огорожею — бу́ртницею, буртом, нижнє жорно закріплялося в брусах (обру́бинах). Над жорнами розміщався ящик для зерна (кіш) з жолобом (коритцем, коритком). Для рівномірного надходження зерна в жорно коритце споряджується спеціальними автоматичними пристроями. Більшість з них включають вертикальну паличку, одним кінцем закріплену на опорі коша, яка прив'язується шнурком до коритця і грає роль пружини, повертаючи його на місце по завершенню циклу роботи пристрою. Коритце підвішується рухомо на шнурі, а натяг шнурів регулюється за допомогою брусочка, одним кінцем закріпленого, другим пересуваного по зубчиках опори коша. На нижньоприводних і верхньоприводних жорнах деталі штовхального механізму розрізняються: на нижньоприводних знизу до коритця прикріплена вертикальна паличка (риштак, спружина), яка нижнім кінцем входить в отвір верхнього жорна, де встановлене кільце з кулачками, що під час обертання жорна періодично штовхає коритце; на верхньоприводних верхнє веретено має ребра, що під час обертання веретена штовхають виступний кінець (ручку, коник) коритця. Жорна оточують дерев'яним чи луб'яним кожухом (обичайкою), що утримує борошно від розсипання. Борошно виходило з обичайки по трубці — лото́чку, укріпленій у спеціальній дошці — бу́рхвиці, а для його збору під бурхвицею встановлювали ящик чи жолоб (мучник, скриню). Пара з верхнього і нижнього жорен називалася поса́д (рідше поста́в, заст. коло, оса́да); на млині може бути один чи кілька посадів, кожний з них має привод від головного вала.
Найкращим матеріалом для жорен є дрібнозернистий кременевмісний, пористий і водночас міцний пісковик, чи окременений вапняк зі скам'янілостями. Застовувалися й інші породи: в районі Іллінецького кратеру виявлений стародавній кар'єр з видобутку суєвіту і зроблені з нього заготовки та браковані вироби (пам'ять про колишнє виробництво збереглася в назві розташованого неподалік села Жорнище).

### Тертьові поверхні

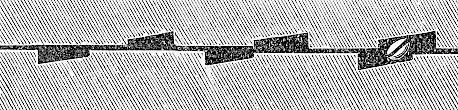
Прилеглі поверхні жорен з жолобками. Боковий розріз.

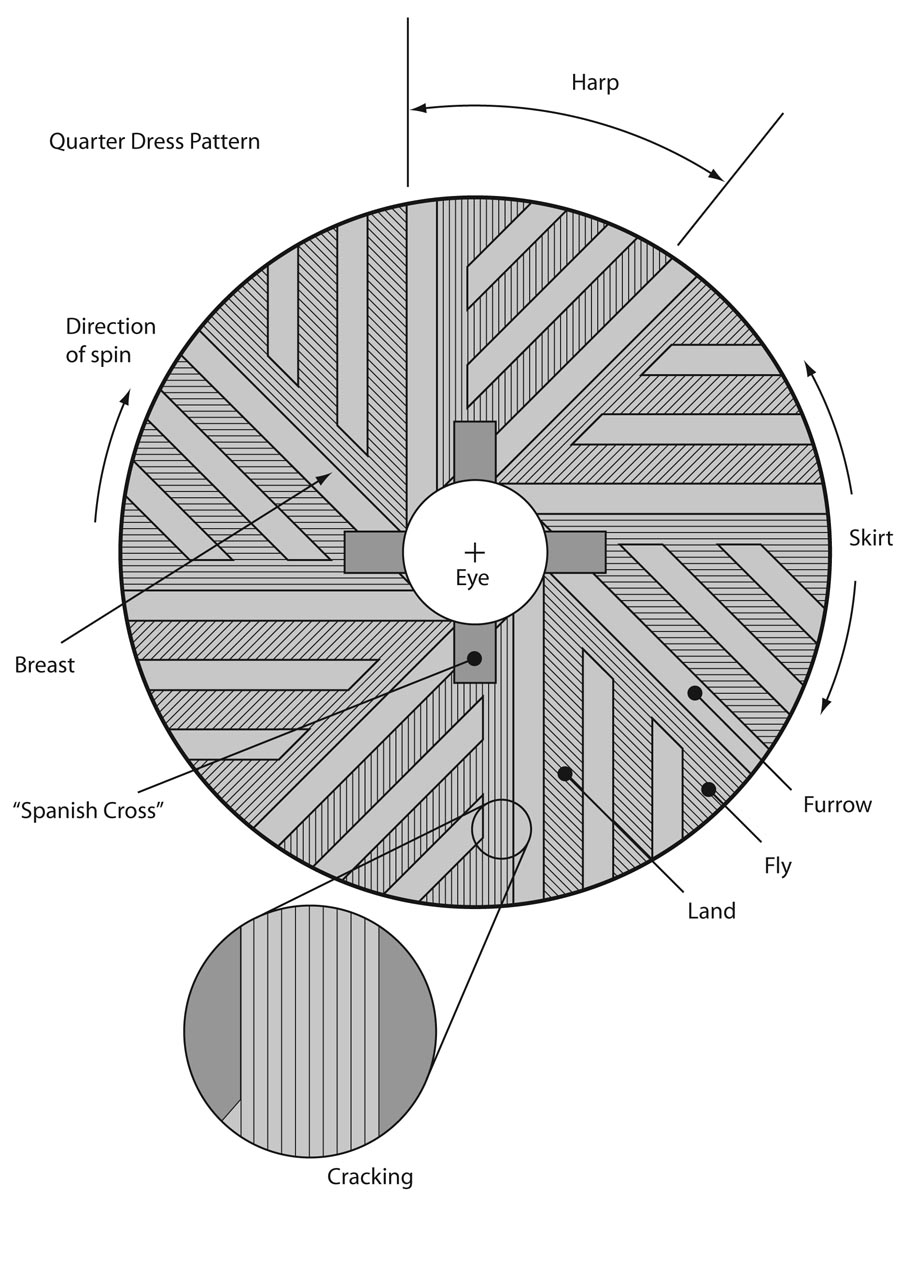
Карбування верхнього жорна. Видно 8 секторів-«арф» з повторюваним рисунком, радіальні жолоби-борозни, і мелючі поверхні з «оперенням». Рисунок насічки нижнього жорна відрізняється тільки відсутністю хрестоподібної виїмки для порплиці.

Робочі поверхні жорен покриті спеціальними жолобками («борознами», англ. furrows), що ділять їх на окремі плоскі ділянки («мелючі поверхні»). Від борозен, розширяючись, відходять дрібніші жолобки («оперення»; feathering, cracking). Рисунок борозен і мелючих поверхонь повторюється, утворюючи на жорнах однакові ділянки («арфи», harps). У типового жорна налічують 6, 8 чи 10 таких «арф». Прилеглі мелючі поверхні обох жорен утворюють різальні крайки, що забезпечує «ефект ножиць» при меленні, коли зернина, потрапляючи між борозенками верхнього і нижнього жорен, розривається борозенними крайками. Завдяки тому, що борозни спрямовані від центру до периферії, розмелені частинки просуваються від прогорниці до окружності жорен. З плином часу борозни стираються, тому карбування періодично мусять поновлювати. Цим займалися спеціальні майстри, яких звали жорнярами. Карбування проводили спеціальним молотком за назвою оскард (чи «оскарб»).

## У культурі
В українській культурі млиновий камінь вважається символом важкості.
Прислів'я
- Добрі жорна усе перемелють
- Жорна мохом не обростають
- Дивиться, як пес на жорно
- Втратив млина — викидай і жорна
- На добрий камінь що не дай, то змеле.
- Тоді я, мати, приїду до вас, як павине пір'я на спід потоне, а млиновий камінь на верх виплине[5]
- Жорна Господні мелють повільно, але вірно — прислів'я античного походження
- Ухватив, як собака обметицю («обметиця» — тонкий шар борошна, борошняний пилок на жорнах і обичайці) — зазнав невдачі[32]

Згадки в Біблії
- «Хто ж спокусить одне з цих малих, що вірують в Мене, то краще б такому було, коли б жорно млинове на шию йому почепити — і його потопити в морській глибині» (Мф. 18:6, переклад І. Огієнка).

### У геральдиці

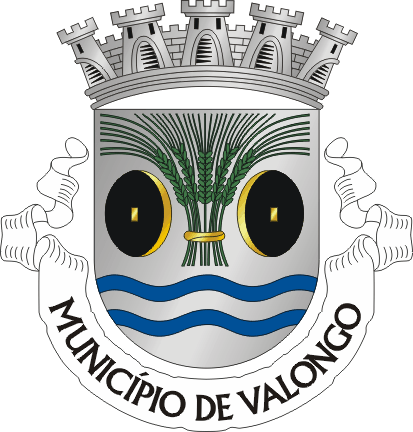
Валонгу
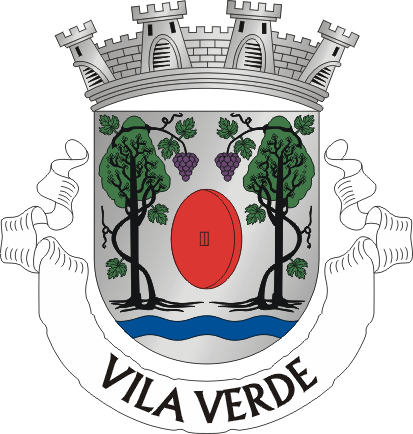
Віла-Верде
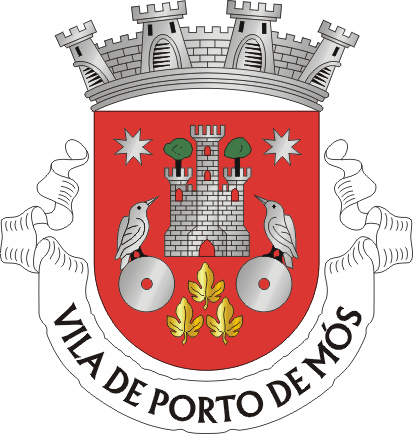
Порту-де-Мош
Геер
Гамельн

## Цікаві факти
- Жорном, скинутим з вежі обложеного міста Тевец, був вбитий суддя Авімелех.
- Ударом жорна був смертельно поранений Андрій Боратинський[33].

## Галерея

Жорна на подвір'ї краєзнавчого музею в Недригайлові на Сумщині
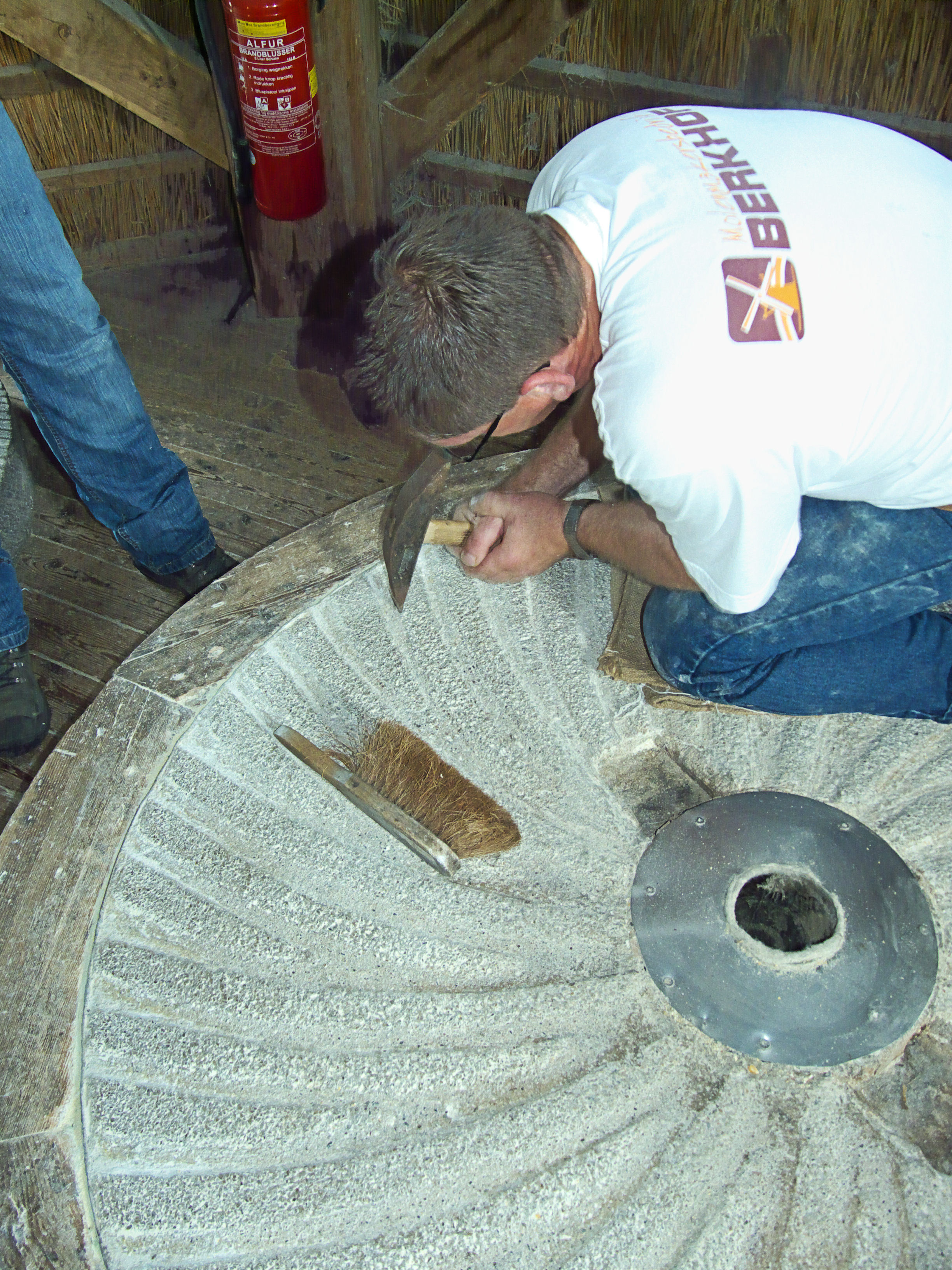
Карбування поверхні жорна оскардом
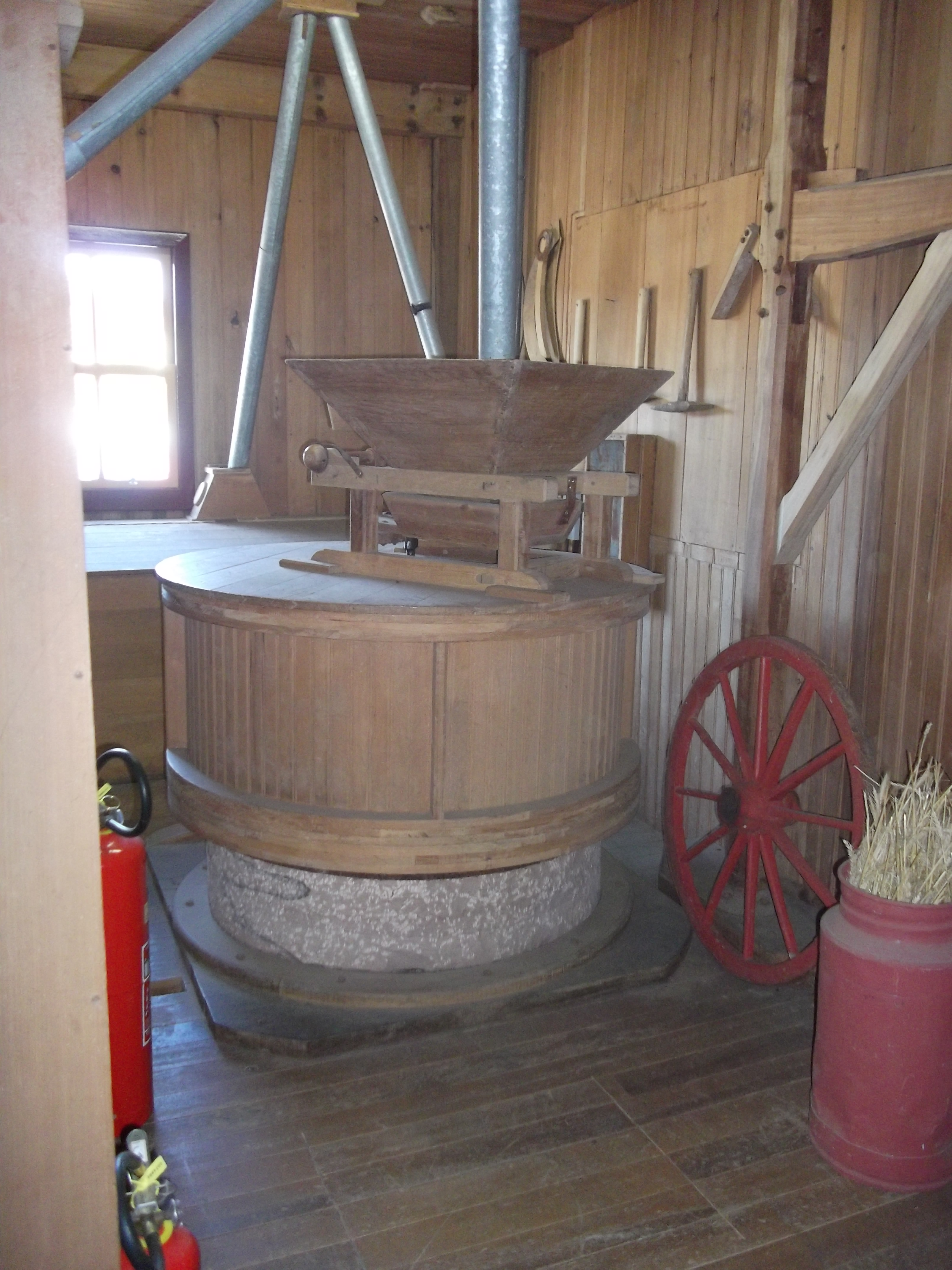
Жорна в обичайці, Бразилія
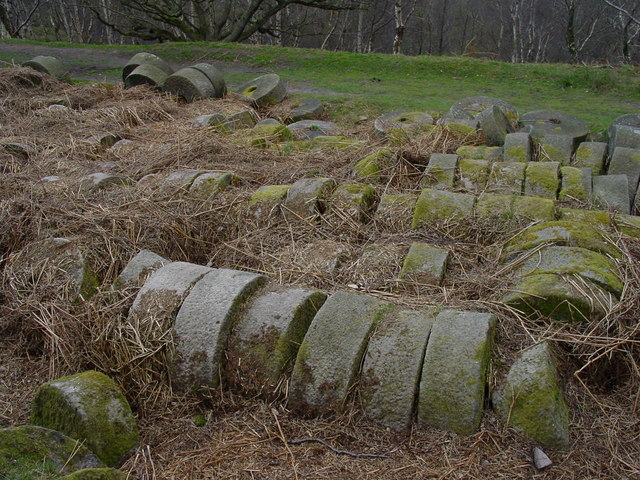
Місце колишнього заводу з виробництва жорен. Велика Британія
Пам'ятник із жорен на території цвинтаря с. Поминик на вшанування односельців, загиблих від Голодомору